# Dosztál Béla
Dosztál Béla (Komárom, 1923. április 11. ? – Székesfehérvár, 2013. március 5.) magyar közgazdász, forradalmár, az 1956-os forradalom egyik székesfehérvári vezető személyisége.

## Élete
1923. április 11-én született a Duna északi partjára eső Komáromban. Fiatalságát Csehszlovákiában töltötte és ott végzett Közgazdaságtudományi Egyetemet. 1948 szeptemberében a csehszlovák–magyar lakosságcsere keretében költözött Magyarországra. Politikai beállítottsága miatt, azonban az 1950-es évek elején előbb Kistarcsára, majd a recski kényszermunkatáborba internálták. Kiszabadulása után a MÉH-nél, a Moziüzemi Vállalatnál, majd a Székesfehérvári Vendéglátóipari Vállalatnál dolgozott.
A Székesfehérvári Megyei Bíróság 1955-ben koholt vádak alapján társadalmi tulajdon sérelmére elkövetett bűntett címen másfél évi börtönbüntetésre ítélte. A büntetésből 1956 márciusában került szabadlábra. Ezt követően a Székesfehérvári Kiskereskedelmi Vállalatnál dolgozott.

### Részvétel az 1956-os forradalomban
1956. október 27-én a Székesfehérváron is kibontakozó 1956-os forradalmi eseményekhez lelkesen csatlakozott. Megválasztották a nemzeti bizottságot előkészítő bizottság tagjává, majd a megalakuló székesfehérvári Nemzeti Bizottság titkárává választották. E tisztségében egyeztette az intéző bizottság határozatait a különböző forradalmi szervezetekkel és részt vett a kormányhoz intézett követelések megszövegezésében. Október 30-án a székesfehérvári Nemzeti Bizottság küldötteként a dunántúli intéző bizottságok, Győrben tartott ülésén vett részt.
A forradalom bukása után 1957. január 11-én letartóztatták. Április 5-től közbiztonsági őrizetbe helyezték majd a tököli internáló táborba szállították. A Pest megyei Bíróság Népbírósági Tanácsa 1958. július 10-én 12 évi börtönbüntetésre ítélte, melyet a Legfelsőbb Bíróság Népbírósági Tanácsa 1959. január 23-án tizenöt évre súlyosbított. A büntetéséből 1964. november 11-én kegyelemmel szabadult.
Ezt követően Székesfehérváron a Vízügyi Igazgatóságon, majd a Szövetkezeti Műszaki Vállalatnál dolgozott. 1985-ben helyezték nyugdíjba. A rendszerváltást követően a sokévi meghurcoltatás után, több magas elismerésben is részesült. Székesfehérvár és Fejér megye is Díszpolgárává választotta. 90. éves korában érte utol a halál 2013. március 5-én hunyt el.

## Elismerései
- Székesfehérvár díszpolgára (2002)
- Szent István-díj (2006)[3][4]
- Fejér megye díszpolgára (2007)[2]